# كتيبة آزوف
كتيبة آزوف هي وحدة يمينية متطرفة  ونازيون جدد  من الحرس الوطني الأوكراني. مقرها مدينة ماريوبول على ساحل بحر آزوف. قاتلت القوات الإنفصالية خلال الحرب في دونباس. تشكلت آزوف في البداية كميليشيا متطوعة في مايو 2014. شهدت أول تجربة قتالية لها في استعادة ماريوبول من الانفصاليين الموالين لروسيا في يونيو 2014. في 12 نوفمبر 2014، تم دمج آزوف في الحرس الوطني الأوكراني، ومنذ ذلك الحين أصبح جميع الأعضاء جنودًا متعاقدين يخدمون في الحرس الوطني.
في عامي 2015 و 2016 اكتسبت الكتيبة الكثير من الاهتمام وحصلت على التعاطف من الحركات النازية الجيدة واستخدمت أيضاً الرموز النازية للتعبير عن شعاراتها. ممثلو آزوف قالوا إن الرمز هو اختصار لشعار «الفكرة الوطنية» (بالأوكرانية: Ідея Нації) بالحروف اللاتتينية (باللاتينية:  Ideya Natsiyi) ونفوا أي صلة بالنازية. في مارس 2015، قال متحدث باسم الكتيبة إن حوالي 10-20٪ من أعضائها من النازيين.
منع بند في قانون الاعتمادات الموحدة لعام 2018 الذي أقره الكونغرس الأمريكي المساعدة العسكرية لآزوف على أساس أيديولوجيتها المتعصبة للبيض لكنه ألغى لاحقاً الحظر على مساعدة المجموعة. أعضاء الكتيبة ينتمون لأكثر من 22 دولة مختلفة.